# Азуми
Азуми е японски филм от 2003 г., създаден по едноименната манга (японски комикс).
Действието се развива във феодална Япония. Останала сираче, Азуми е взета под закрилата на война Гесай и обучена като убиец заедно с още девет деца. Мисията им е да елиминират трима васали, които заплашват страната с войни и конфликти.
През 2005 г. е заснето продължение Азуми 2: Death or Love, режисирано от Шусуке Канеко.